# 谭之平
谭之平（1983年—），湖北宜昌人，土家族，中华人民共和国政治人物、第十二届全国人民代表大会湖北地区代表。
毕业于湖北中医药大学中药学专业。加入中国共产党。2013年，担任全国人大代表。